# 조진형
조진형(趙鎭衡, 1943년 2월 14일 ~ )은 대한민국의 정치인이다.

## 학력
- 1955년 덕산국민학교 졸업
- 1958년 인천대건중학교 졸업
- 1961년 송도고등학교 졸업
- 1966년 건국대학교 경영학 학사

## 경력
- 송도고등학교 총동문회 회장
- 부평고등학교 씨름부 후원회장
- 건국대학교 총동문회 부회장
- 인천광역시 교육위원회 장학의원
- 대한씨름협회 회장
- 재인천 충남도민회 고문
- 한나라당 인천광역시당 위원장
- 부평 미군부대 공원화 추진 시민협의회 고문
- 학교법인 송도학원 재단 이사
- 국회 행정안전위원회 위원장
- 한나라당 재정위원장
- 재단법인 부평장학재단 이사장
- 인천광역시 테니스협회 회장
- 재단법인 인천 세계도시엑스포 범시민 자원협의회 고문
- 2014년 인천 아시안게임 조직위원회 고문
- 인천세계도시물포럼조직위원회 위원장
- 국민의힘 인천을 살리는 선거대책위원회 선거대책위원장단 명예선거대책위원장
- 국민의힘 인천시당 상임고문
- 제22대 국회의원선거 국민의힘 인천선거대책위원회 명예공동선거대책위원장

## 의정 활동
- 1992년 5월 ~ 1996년 5월 제14대 민주자유당 국회의원(인천 북구갑)
- 1996년 5월 ~ 2000년 5월 제15대 신한국당 국회의원(인천 부평구갑)
- 한나라당 재외국민위원회 위원장
- 2008년 5월 ~ 2012년 5월 제18대 새누리당 국회의원(인천 부평구갑)
- 국회 행전안전위원회 위원장
- 한나라당 인천 부평갑 당협위원장
- 한나라당 인천광역시당 위원장
- 한나라당 재정위원장
- 국회 한,대만 의원친선협회 회장
- 국회 문화체육관광방송통신위원회 위원
- 한나라당 일본지진피해대책특별위원회 위원장

## 역대 선거 결과
|  | 30.43% |

|  | 30.16% |

|  | 32.13% |

|  | 41.67% |

|  | 39.62% |

|  | 49.14% |

|  | 4.87% |

## 같이 보기
- 북구 갑 (인천)
- 인천 북구의 국회의원
- 부평구 갑
- 인천 부평구의 국회의원